# Chùa Huệ Nghiêm
Phật học viện Huệ Nghiêm hay chùa Huệ Nghiêm tọa lạc tại 220/110/1 đường Đỗ Năng Tế, khu phố 2, phường An Lạc A, quận Bình Tân, Thành phố Hồ Chí Minh. Chùa là nơi đào tạo Tăng tài về giới luật nổi tiếng của miền Nam cũng như Việt Nam. Chùa Huệ Nghiêm là ngôi tự viện đầu tiên xây dựng giới đàn truyền giới luật Phật giáo trong lịch sử hơn 2000 năm truyền thừa của Phật giáo Việt Nam.

## Lịch sử

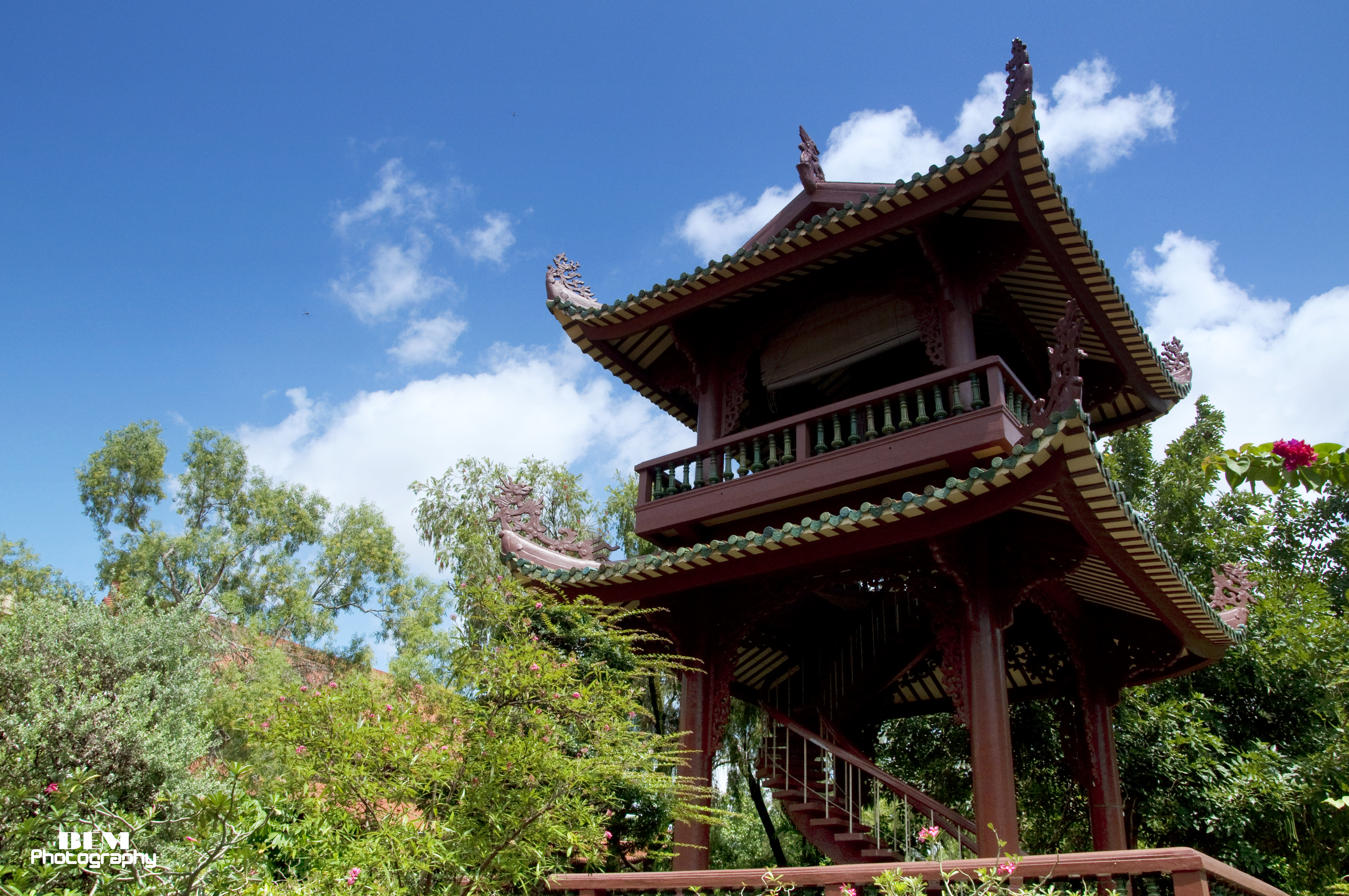
Chùa Huệ Nghiêm

Chùa do HT Thích Thiện Hòa khai sáng, xây dựng vào ngày 11-11-1962 theo bản vẽ của kiến trúc sư Võ Đình Diệp. HT người làng Tân Nhựt (Chợ Lớn). Ngài xuất gia với Tổ Khánh Hòa tại Phật học đường Lưỡng Xuyên (chùa Lưỡng Xuyên,Trà Vinh) vào năm 1935. Ngài theo học nhiều Phật học đường ở miền Trung, miền Bắc từ năm 1936 đến năm 1948. Ngài là một danh tăng lỗi lạc của Phật giáo Việt Nam về các lãnh vực truyền giới, kiến thiết và trước tác. Hòa thượng viên tịch vào ngày 07 – 02 – 1978. 
Chùa là nơi tu học của chư tăng từ năm 1963 đến năm 1985 với các tên: Trường Trung đẳng Phật học chuyên khoa, Phật học viện Huệ Nghiêm gồm 400 Tăng sinh, Viện Cao đẳng Phật học Huệ Nghiêm (1963 – 1985).

## Chư vị Trụ trì tiền bối
Hòa thượng Thích Bửu Huệ
Hòa thượng Thích Chơn Lạc- húy Nhựt Thiện- tự Liên Độ (1991-2015);
Trụ trì hiện tại là Trưởng lão Hòa thượng Thích Minh Thông, Phó thư ký Ban thường trực Hội đồng chứng minh Trung ương GHPGVN.

## Giới đài viện Cam Lồ Phương Đẳng
Giới đài viện Cam Lồ Phương Đẳng (gọi tắt là Giới đài viện Huệ Nghiêm) là giới đài được xây dựng đầu tiên tại Việt Nam. Nơi đây là khu nội viện dành cho chư Tăng chuyên tâm học và hành trì giới Luật. Với các Nội quy nghiêm khắc như: Không cho Phật tử bước vào (trừ 3 ngày lễ lớn), Chư tăng nội viện cũng không được bước ra khỏi cổng, không được dùng điện thoại, không giữ Tiền, không ăn quá ngọ vvv….
Với Tông Chỉ “ TRÌ GIỚI – NIỆM PHẬT”:
TRÌ GIỚI để diệt trừ Ngũ Dục.
NIỆM PHẬT để một đời giải thoát sanh tử. Đây là một quần thể kiến trúc hình chữ Sơn độc đáo, bao gồm nhiều hạng mục trang nhã. Công trình mang ba nguồn kiến trúc giao thoa giữa Việt Nam-Nhật Bản-Trung Quốc. Ngự trên cổng tam quan là vị Hộ pháp, hai bên cổng là hai câu đối ý nghĩa cao sâu, huyền bí được chạm khắc trực tiếp lên cột gỗ, các chữ được dát vàng lóng lánh.
Ngoài giới đài có bốn tượng Tứ đại Thiên vương bằng đá.
Bên trong giới đài thờ tam thân Phật gồm: Pháp thân Tỳ Lô Giá Na Phật, Báo thân Lô xá Na Phật và Hóa thân Thích Ca Mâu Ni Phật. Ba tượng ngồi trên tòa sen nghìn cánh, thiết kế theo Kinh Phạm Võng tả, Đức Lô Xá Na ở thế giới Liên Hoa Đài Tạng. Giới Đàn chia thành ba bậc – bốn mặt, có 72 vị thần Hộ Giới bằng đá, điêu khắc rất oai phong và linh động. Bên trên trần khắc hơn 7000 chữ giới Kinh Tỳ Kheo; bốn bên tường khắc 16000 chữ Luật Bồ tát giới trong Kinh Phạm Võng, tất cả đều thiếp vàng 24k. Bốn cột triện câu liễn đối và bộ bao lam dài 13m chạm rồng bằng gỗ thơm bơ mu.Tam thân Phật tựa lưng nhau hướng ba cõi, cao 2,1m nặng gần 7 tấn. Gồm cả bốn bức tượng Phật được nâng bởi đài sen cao 2,2m, nặng 2 tấn, trên đó có 1.000 cánh sen, trên mỗi cánh cũng khắc nổi hình Phật Thích Ca. Các tượng Phật và đài sen đều được tạo tác từ những khối gỗ nguyên (gõ đỏ) nhập từ Nam Phi.

## Tịnh Nghiệp Đường
Tịnh Nghiệp Đường hay Sám Hối Đường là nơi sám hối của giới tử trước khi đưa lên hàng thập sư già nạn. Hàng ngày, nơi đây được dùng để Chư Tăng trong nội Viện Lạy Kinh Pháp Hoa từng chữ, Niệm Phật, Tọa Thiền và Tụng giới Bổn.Tịnh Nghiệp đường là nơi chư tăng, chúng sanh sám hối về tội lỗi mình đã gây ra, từ đó giúp thân tâm thanh tịnh, rời bỏ bến mê quay về bờ giác...
Bên trong Tịnh Nghiệp đường có Cửu thể Di Đà, tượng trưng cho chín phẩm của người tu Tịnh Độ được vãng sanh về thế giới Cực lạc của Đức phật A Di Đà. Cửu thể Di Đà có 8 pho tượng cao 3,6 mét, nặng 2 tấn được đặt dọc hai bên gian phòng Tịnh Nghiệp đường và 1 pho tượng phật A Di Đà cao 8 mét, nặng 16 tấn được chế tác từ nguyên khối gỗ đường kính 2,6 mét và tuổi thọ có thể lên đến ngàn năm.
Đây là pho tượng được sách Kỷ lục Guinness Việt Nam công nhận là pho tượng phật A Di Đà bằng gỗ cao lớn nhất Việt Nam.